# Interrupteur aérien à commande manuelle
Un interrupteur aérien à commande manuelle, ou IACM, est un dispositif de coupure installé dans les réseaux de distribution d'énergie électrique à haute tension (HTA), conçu pour permettre aux opérateurs de contrôler manuellement l'ouverture ou la fermeture d'une liaison électrique à haute tension A (20 000 V) en actionnant physiquement un levier, un bouton ou un autre mécanisme de commande situé sur l'appareil lui-même.